# ジョン・ダグラス (第7代クイーンズベリー侯爵)
第7代クイーンズベリー侯爵ジョン・ダグラス（英語: John Douglas, 7th Marquess of Queensberry、1779年 – 1856年12月19日）は、スコットランド貴族。1837年から1850年までダンフリーズ統監を務めた。

## 生涯
第4代準男爵サー・ウィリアム・ダグラスと妻グレース（Grace、旧姓ジョンストン（Johnstone）、1836年3月25日没、ウィリアム・ジョンストンの娘）の三男として、1779年にキルヘッド（Kelhead）で生まれた。

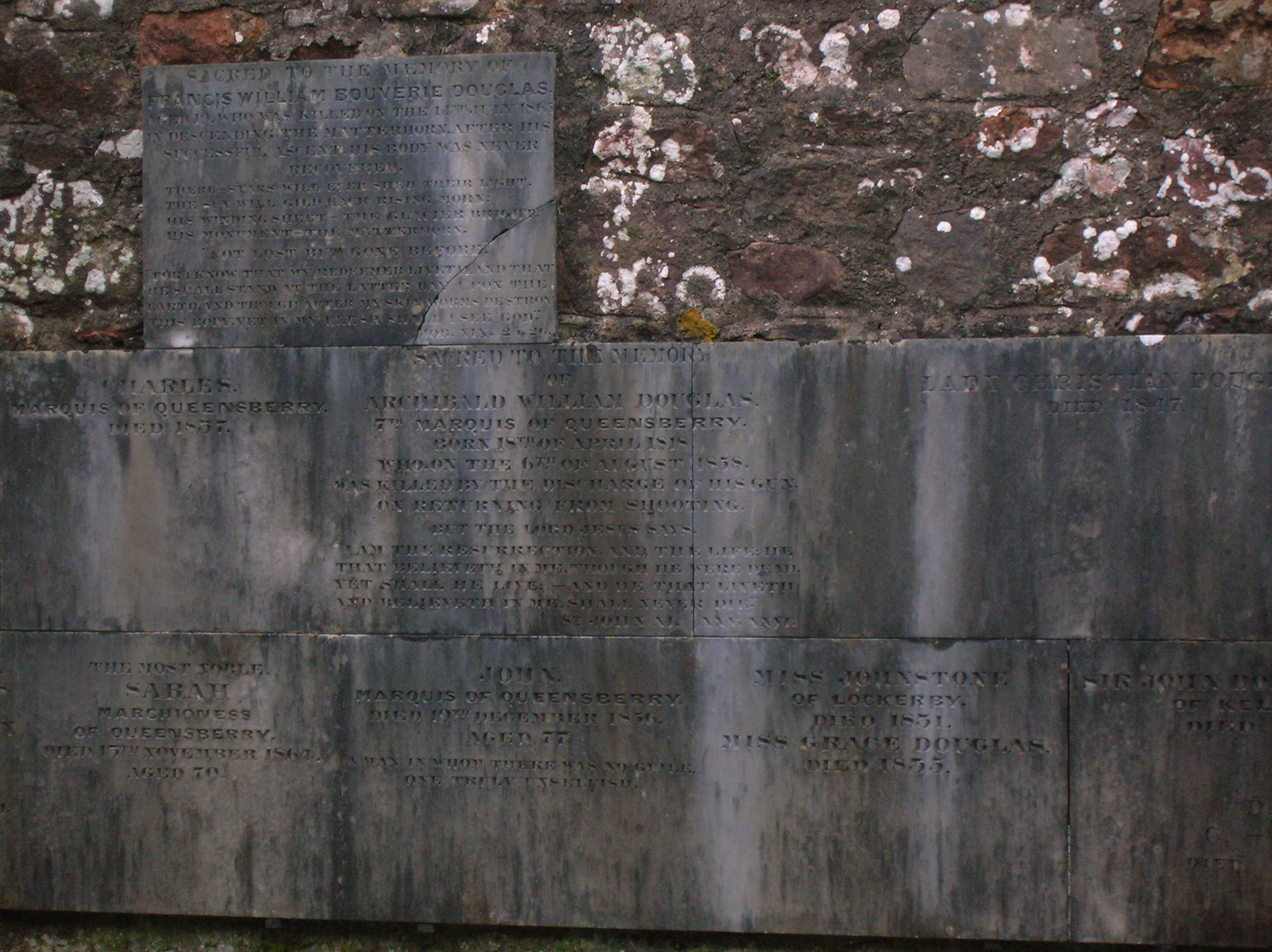
第7代クイーンズベリー侯爵の記念碑（一番下の列、左から2番目）、カマーツリーズにて2010年撮影。

1836年に母が死去するとロッカビーでの領地を継承した。1837年5月4日、国王ウィリアム4世の認可状を受けて儀礼席次において侯爵の息子としての席次をとることを許可された。1837年12月3日に兄にあたる第6代クイーンズベリー侯爵チャールズ・ダグラスが死去すると、クイーンズベリー侯爵位を継承した。
1837年12月8日にダンフリーズ統監に任命され、1850年8月31日までに辞任した。
1856年12月19日にエディンバラで死去、息子アーチボルド・ウィリアムが爵位を継承した。

## 家族
1817年7月16日、サラ・ダグラス（Sarah Douglas、1794年ごろ – 1864年11月13日、ジェームズ・ショルト・ダグラスの娘）と結婚、1男1女をもうけた。
- アーチボルド・ウィリアム（1818年4月18日 – 1858年8月6日） - 第8代クイーンズベリー侯爵[3]
- ジョージアナ（1819年7月25日 – ?[2]）